# Pseudogastrioceras
Pseudogastrioceras – rodzaj głowonogów z wymarłej podgromady amonitów, z rzędu Goniatitida.
Żył na przełomie permu i triasu (gwadalup-ind).